# 阮玉和慎
定成公主阮玉和慎（越南语：／；1834年6月27日—1860年12月25日），越南阮朝明命帝第四十七女，生母才人裴氏山。

## 生平
明命十五年五月二十一日（1834年6月27日），阮玉嫻慧在順化皇城出生。嗣德四年（1851年），公主18歲，下嫁掌衞阮貴之子阮亨。嗣德十三年十一月十四日（1860年12月25日），和慎去世，享年二十七歲。嗣德帝追贈為定成公主，諡淵嫻。葬於承天府香水縣安舊總安舊社。
定成公主育有三子一女。